# Winkl (Miesbach)
Winkl ist ein Gemeindeteil von Miesbach auf der Gemarkung Wies im oberbayerischen Landkreis Miesbach.

## Ortsbeschreibung
Die Einöde Winkl liegt 2,75 km nordwestlich von Miesbach. 

## Denkmalschutz
Das Bauernhaus Winkl 73 ist mit der Baubeschreibung „Flachsatteldachbau mit Blockbau-Obergeschoss, ehemals bezeichnet 1651, Balusterlaube 2. Hälfte 18. Jahrhundert, Hochlaube, Fenster und Haustür von 1885“ in die Liste der Baudenkmäler in Miesbach eingetragen. 

## Bevölkerungsentwicklung
Um 1871 lebten in Winkl acht Einwohner. Seitdem nahm die Bevölkerungszahl ständig ab. Im Mai 1987 gab es fünf Einwohner in einem Wohngebäude.
| Jahr      | 1925 | 1950 | 1970 | 1987 |
| Einwohner | 8    | 7    | 6    | 5    |